# اغجی‌اوشاغی (یورغیر)
اغجی‌اوشاغی (به ترکی استانبولی: Eğeciuşağı) یک منطقهٔ مسکونی در ترکیه است که در یورغیر واقع شده‌است.